# Bataille de Kwajalein
Seconde Guerre mondiale, 
Guerre du Pacifique
Batailles
Campagne des îles Gilbert et Marshall
- Raid sur les îles Gilbert et Marshall
- Raid de Makin
- Tarawa
- Makin
- Kwajalein
- Raid sur Truk
- Eniwetok

Japon :
- Raid de Doolittle
- Bombardements stratégiques sur le Japon (Tokyo
- Yokosuka
- Kure
- Hiroshima et Nagasaki)
- Raids aériens japonais des îles Mariannes
- Campagne des archipels Ogasawara et Ryūkyū
- Opération Famine
- Bombardements navals alliés sur le Japon
- Baie de Sagami
- Invasion de Sakhaline
- Invasion des îles Kouriles
- Opération Downfall
- Reddition du Japon

Pacifique central :
- Pearl Harbor
- Guam (1941)
- Wake
- Raid sur les îles Gilbert et Marshall
- Opération K
- Midway
- Opération RY
- Campagne des îles Gilbert et Marshall
- Campagne des îles Mariannes et Palaos
- Campagne des archipels Ogasawara et Ryūkyū
- Opération Inmate

Pacifique du sud-ouest :
- Nauru
- Invasion des Philippines (1941-42)
- Invasion des Indes orientales néerlandaises
- Opérations de l'Axe dans les eaux australiennes
- Raids aériens japonais sur l'Australie (1942-43)
- Opération Ke
- Campagne des îles Salomon
- Campagne de Nouvelle-Guinée
- Campagne des Philippines
- Campagne de Bornéo (1945)

Asie du sud-est :
- Invasion de l'Indochine (1940)
- Océan Indien (1940-45)
- Guerre franco-thaïlandaise
- Invasion de la Thaïlande
- Campagne de Malaisie
- Hong Kong
- Singapour
- Campagne de Birmanie
- Opération Kita
- Indochine (1945)
- Détroit de Malacca
- Opération Jurist
- Opération Tiderace
- Opération Zipper
- Bombardements stratégiques (1944-45)

Guerre sino-japonaise
Front d'Europe de l’Ouest
Front d'Europe de l’Est
Bataille de l'Atlantique
Campagnes d'Afrique, du Moyen-Orient et de Méditerranée
Théâtre américain
La bataille de Kwajalein est livrée du 31 janvier au 3 février 1944 sur le théâtre Pacifique de la Seconde Guerre mondiale, opposant les États-Unis à l'empire du Japon. 
Pour les États-Unis, la prise de Kwajalein et de Roi-Namur constituait un objectif vital et permit d'attaquer Peleliu, Guam et les îles Mariannes (faisant partie de leur stratégie du saute-mouton ou Leapfrogging en anglais). Les Japonais ont cependant tiré leçon de leur défaite, consolidant leurs défenses en profondeur sur les autres îles, ce qui rendra leur prise plus difficile pour les Américains.

## Contexte géographique et historique

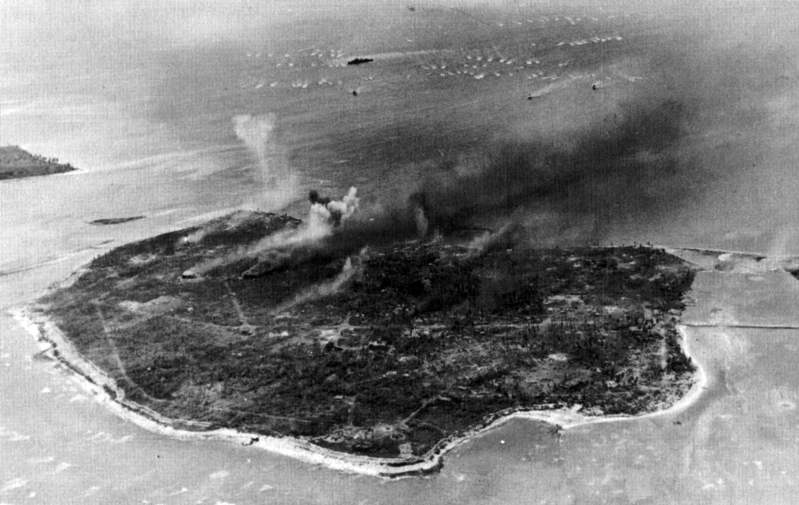
Les Américains débarquent sur Roi-Namur après l'avoir bombardée au préalable, 1er février 1944.

L'atoll de Kwajalein est au cœur des îles Marshall. Il se trouve dans la chaîne Ralik, à 2 100 milles marins (3 900 km) au sud-ouest de Honolulu (Hawaï). Kwajalein est le plus important atoll corallien du monde. Comprenant 97 îlots, il a une superficie de 1 560 hectares (6,33 km2) et entoure un des plus grands lagons du monde (839 km2).
Les deux îles les plus importantes de l'atoll sont Kwajalein au sud et Roi-Namur au nord. Au début de la Seconde Guerre mondiale, les Îles Marshall faisant partie intégrante du périmètre de défense japonais. Ses installations ont en effet été utilisées comme bases éloignées pour les sous-marins, navires de surface, et avions pour la conquête des Tuvalu, des Fidji et des Samoa.
Après la capture de Makin et de Tarawa en 1943, la prochaine étape de l'United States Navy dans le Pacifique est les îles Marshall. Colonies allemandes jusqu'à la Première Guerre mondiale, elles sont après 1918 transférées au Japon dans le cadre des réparations de guerre. Les îles sont alors aussitôt militarisées par les Japonais.

## Le débarquement américain

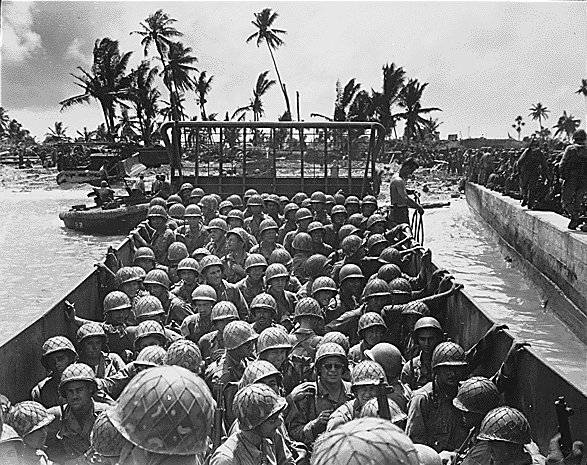
Débarquement des forces américaines sur Kwajalein, 31 janvier 1944.

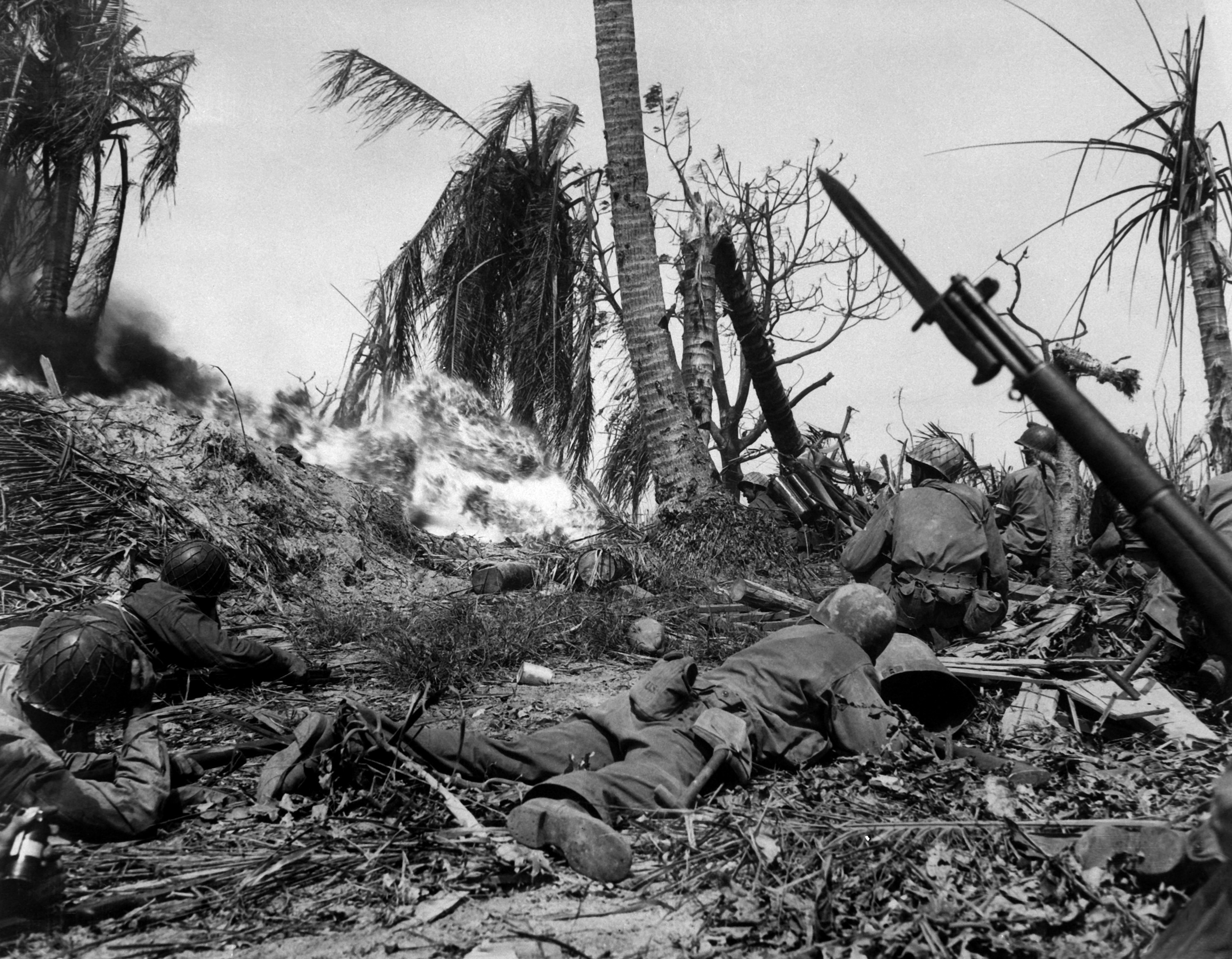
Soldats de la 7e division d'infanterie légère prenant d'assaut une casemate japonaise sur Kwajalein.

Employant les leçons durement apprises de la bataille de Tarawa, l'armée américaine débarque et lance un assaut double-succès sur les deux îles principales de l'atoll de Kwajalein (Roi-Namur au nord et Kwajalein au sud). Le débarquement est précédé de l'un des bombardements les plus massifs de la guerre du Pacifique. Pour assurer le succès de l'opération, la supériorité aérienne et navale étaient cruciales. Par conséquent, le 29 janvier 1944, les avions américains attaquent l'aérodrome japonais de Roi-Namur, détruisant 92 des 110 avions japonais dans les Marshall.
Les navires de guerre et l'artillerie débarquée sur les îlots adjacents tirent 36 000 coups de canon sur les positions japonaises tandis que les bombardiers B-24 Liberator parachèvent les destructions avec leur bombes. Sur les 8 700 hommes de la garnison de l'atoll (y compris les coréens utilisés pour les travaux de fortification), seuls 2 200 sont réellement entraînés au combat. 
Les troupes japonaises, bien qu'elles soient en état d'infériorité numérique et ne soient pas préparées face aux dizaines de milliers de soldats américains, sont déterminées à défendre les îles et opposent une résistance farouche. Le 1er février, l'aérodrome de Roi-Namur est capturé par le Corps des Marines des États-Unis tandis que celui de Kwajalein tombe le jour suivant. Durant la bataille, une équipe de démolition de Marines lance une charge de sacoche d'explosifs contre une casemate japonaise qui s'est avéré être une réserves de torpilles. L'explosion a tué vingt Marines et en a blessé des dizaines d'autres. Le 3 février, les combats cessent.

## Bilan et conséquences
À la fin de la bataille on compte 373 Américains tués contre 7 870 Japonais et Coréens et environ 200 autochtones. Presque la totalité des garnisons japonaises des deux îles ont été décimées ; seuls 51 soldats japonais de celle de Roi-Namur (sur 3 500 hommes) ont survécu aux combats.
La capture relativement facile de Kwajalein démontre l'excellence des capacités amphibies américaines et le succès des changements de tactique et de formation après la sanglante bataille de Tarawa. Elle a par ailleurs permis à Chester Nimitz, commandant en chef des forces des États-Unis dans le Pacifique, d'accélérer les opérations dans les Îles Marshall et d'envahir l'atoll d'Eniwetok le 17 février 1944. Les Japonais ont cependant tiré leçon de leur défaite, consolidant leurs défenses en profondeur sur les autres îles, ce qui rendra leur prise plus difficile pour les Américains.